# Goran
Goran (in cirillico: Горан) è un nome proprio di persona slavo maschile, in particolare serbo, croato, sloveno e macedone.

## Varianti
Femminili
- Croato: Goranka[1]
- Macedone: Горица (Gorica)[1]
- Serbo: Горица (Gorica)[senza fonte], Горанка (Goranka)[1]

## Origine e diffusione
Significa "uomo della montagna", dal termine slavo meridionale gora, "montagna". Venne reso celebre dal poeta croato Ivan Goran Kovačić, che lo portava come secondo nome per via della città di montagna dove era nato.
Non va confuso con lo svedese Göran, che è una variante di Giorgio.

## Persone

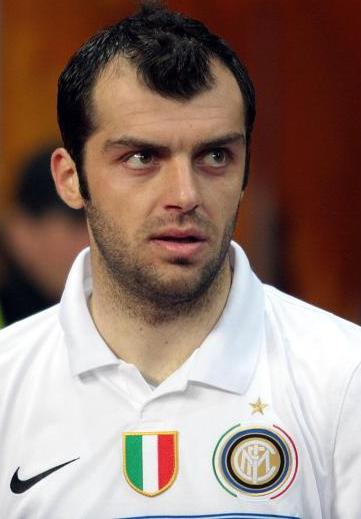
Goran Pandev

- Goran Bregović, musicista e compositore bosniaco
- Goran Dragić, cestista sloveno
- Goran Hadžić, politico serbo
- Goran Ivanišević, tennista croato
- Goran Jagodnik, cestista sloveno
- Goran Kuzminac, cantautore, chitarrista e medico italiano
- Goran Pandev, calciatore macedone
- Goran Parlov, fumettista croato
- Goran Višnjić, attore croato
- Goran Vlaović, calciatore croato
- Goran Vujević, pallavolista montenegrino